# Nemîliv, Radehiv
Nemîliv (în ucraineană Немилів) este o comună în raionul Radehiv, regiunea Liov, Ucraina, formată numai din satul de reședință.

## Demografie
Componența lingvistică a comunei Nemîliv
     Ucraineană (100%)
Conform recensământului din 2001, toată populația comunei Nemîliv era vorbitoare de ucraineană (100%).